# La viola d'or

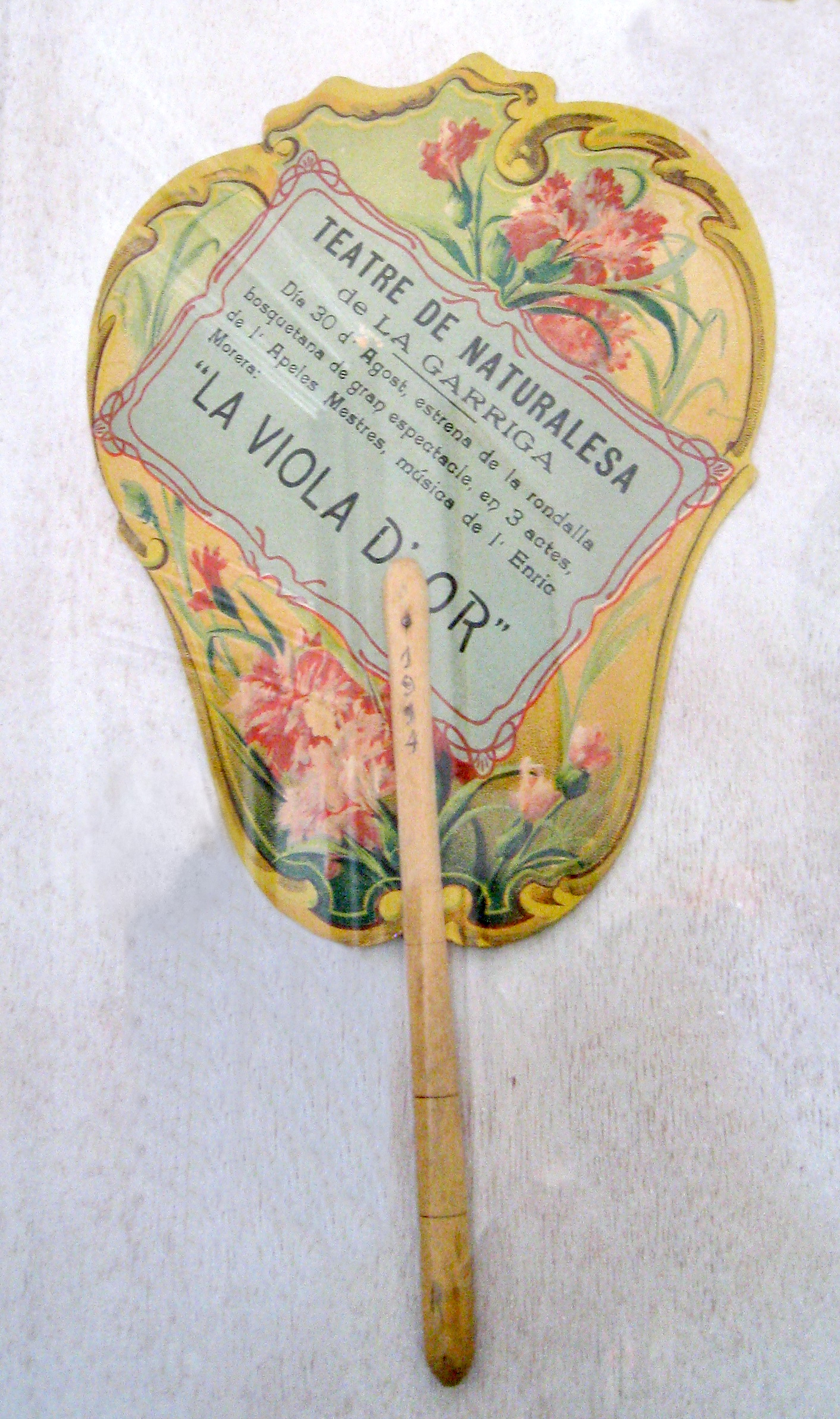
Ventall distribuït al públic al Teatre de la Naturalesa de la Garriga, en ocasió de l'estrena de La viola d'or, el 30 d'agost de 1914.

La viola d'or és una obra teatral musicada per a cobla, coral i solistes. La lletra la va fer l'artista Apel·les Mestres, i la música Enric Morera el 1914. Es va estrenar el 30 d'agost del mateix any al Teatre de la Naturalesa de la Garriga, i es va recuperar el 2008. Amb motiu del 150è aniversari del naixement del compositor, l'obra es va tornar a representar a la Garriga el 2015 i posteriorment a Sarrià i s'ha enregistrat per Discmedi (2015). Va ser una de les primeres obres on la cobla trencava amb el seu habitual paper sardanístic i la primera que unia aquesta formació amb veus.

## L'argument
L'obra és situada a mitjans del s. XVIII a un petit poble on l'alcalde posseeix un poder autoritari i abusiu, i està entestat a casar la seva filla amb un comandant. Seguint el fil argumental de la majoria d'òperes clàssiques, un jove trobador s'enamora de la filla, i en una escena fa ballar tot el poble amb la seva viola d'or. L'alcalde l'empresona i el condemna, però tornarà a tocar l'instrument fins a ser alliberat i ben rebut pel poble, on la noia l'espera també ballant.

## Primera interpretació
L'obra es va interpretar per primer cop al Teatre de la Naturalesa, on hi van assistir prop de 3.000 persones, amb els convidats Enric Prat de la Riba, president de la Mancomunitat de Catalunya i Rafael Andrade Navarrete, governador civil de Barcelona. El director musical va ser el mateix Morera, i l'escenificació la va dur a terme Adrià Gual. Mesos després de l'estrena, l'autor va versionar l'obra per simfònica i es va representar de nou a Barcelona.

## Recuperació
L'obra de Mestres i Morera va ser redescoberta el 2008 quan es va dipositar l'arxiu del compositor a la Biblioteca de Catalunya. Es van trobar tres versions amb el títol "Rondalla bosquetana", amb lletra d'Apel·les Mestres, una per a cobla, una reducció per a piano i veu, i una per a orquestra simfònica. La data de les tres peces corresponen a l'estrena luxosa de l'obra al Teatre de la Naturalesa de la Garriga.
Amn motiu del 150è aniversari del naixement d'Enric Morera, l'Associació per a la Divulgació, l'Ensenyament i la Promoció de la Música Catalana (ADEP.CAT) s'ha compromès a dur-la de nou a escena i juntament amb Discmedi l'han enregistrat. Aquesta nova posada en escena ha comptat amb la interpretació de la Cobla Marinada, el Cor ARSinNova, els actors Oriol Genís i Aina Sánchez, els cantants Anna Alàs i Josep-Ramon Olivé, el violinista Joel Bardolet i l'esbart Factoria Mascaró i ha estat dirigit per Diego Martín Etxebarria,i produït per Jordi Prat i Coll. A més a més, el disc ha estat reconegut per Enderrock com el disc de música clàssica de l'any.
El 28 de juliol de 2015 es va representar aquesta sarsuela al Teatre de Sarrià, l'1 d'agost al Teatre la Garriga, el 15 d'octubre al Teatre Kursaal de Manresa com a colenda de la Fira Mediterrània, i el 12 de desembre a Calella.